# Marger Sealey
Marger Sealey (Mérida, 22 de noviembre de 1979), también conocida como MG, es una cantautora y actriz venezolana.
Formó su seudónimo MarGer a partir del nombre de su padre ―Marcos, trinitense― y de su madre ―Gertrudis, venezolana―.

## Primeros años
Creció entre Venezuela y Trinidad.
Su primera aparición en un escenario sucedió a la edad de 6 años cuando se presentó con su abuela (también cantante) y su abuelo (músico de jazz).
En su casa se escuchaba Whitney Houston, Tina Turner, Earth Wind and Fire, Teddy Pendergrass, Celia Cruz y Gloria Estefan.
En 1994 ingresó por primera vez en un estudio de grabación para grabar su primer sencillo, Cómo olvidarte, escrito por ella. La canción tuvo éxito y ella realizó su primer tour promocional.

## Carrera
Cuando terminó la escuela secundaria estudió odontología en la Universidad de los Andes, en Mérida.
Después de graduarse, a los 20 años de edad se mudó a vivir a Caracas (capital de Venezuela).
Hizo shows en toda clase de sitios. A fines de 1997,[cita requerida] entre cientos de aspirantes, fue seleccionada por la empresa RodVen para interpretar el papel de Carmen Jones, la protagonista del afamado musical de Broadway, Fama, el musical. Ese papel había sido interpretado por la actriz y cantante Irene Cara en la película Fame, en 1980.
En octubre de 1998 se presentaron en la Ciudad de México, donde realizaron más de cien representaciones en el Teatro Insurgentes y los medios destacaron la interpretación de Marger.
También recorrieron
Colombia,
Puerto Rico,
República Dominicana y
Argentina (en abril de 2000).
En enero de 2000, en Buenos Aires (Argentina) fue contratada por el productor Alejandro Romay, quien la hizo actuar en musicales con directores argentinos como Pepito Cibrián. En 2001 trabajó en La tiendita del horror (versión de Little Shop of Horrors, presentado en el teatro Broadway de Buenos Aires), dirigida por Robert Jess Roth, con
Sandra Ballesteros,
Diego Ramos,
Humberto Tortonese y
Rodolfo Gómez.
Allí trabajó como Chiffon, que forma parte del coro de vecinas, y luego interpretó el papel estelar de Audrey.
y también fue parte de un tributo a los mejores musicales de Broadway, en que interpretó Chicago y Cabaret para reabrir el Teatro El Nacional. Trabajó en varios programas de televisión ―como El show de Susana Giménez, en Telefé, donde entre febrero y diciembre de 2001 hizo el papel de uno de los «Susanos»―, y en telenovelas argentinas como El sodero de mi vida (por Canal 13), protagonizado por Andrea del Boca y Daddy Brieva.
De Argentina se trasladó a Miami (estado de Florida). donde entre septiembre de 2002 y enero de 2003 formó parte del programa reality Protagonistas de la música ―una mezcla de American Idol y Big Brother―, realizado en la ciudad de Miami (Florida) por la cadena Telemundo.
Marger fue una de las candidatas favoritas entre los 14 aspirantes (7 hombres y 7 mujeres) a un contrato de Sony Discos y grabó las canciones «Llegar a ti» y «Cómo olvidar» para los dos álbumes producidos por el programa. Uno de ellos se convirtió en disco de oro.
Después de que terminó el programa, Marger participó en proyectos de otros artistas, como Ricardo Montaner (Todo o nada), y Tego Calderón (The Underdog/El subestimado).
En 2005 participó en los coros del álbum de Olga Tañón (Una nueva mujer).
En 2007 lanzó el sencillo Sexy lover en ITunes. Bajo el crédito de Marger MG, la cantante realizó las voces femeninas en los temas de reguetón «Pruébalo» y «Nadie como Buju», este último junto a Buju Banton, cantante jamaicano de reggae.

En 2008 Marger grabó la balada de amor «Otra vez» (o «Tuya otra vez»), de la exitosa telenovela El rostro de Analía, que se transmitió por Telemundo NBC.
En enero de 2008 creó la empresa productora Spiral Music Entertainment, del que hasta la actualidad es presidenta, con base en Miami y Fort Lauderdale.
A principios de 2009 su empresa discográfica lanzó el sencillo «Quiero que tu amor se vaya», que formaría parte de su álbum Cómo te digo.
En abril de 2009 grabó su álbum debut Cómo te digo, que se lanzó en Estados Unidos y Puerto Rico. Este álbum incluía la balada «Otra vez». [5]
En 2010 realiza una gira para presentar su disco en
Caracas (Venezuela),
San Juan (Puerto Rico) y
Nueva York (Estados Unidos), entre otros sitios.
También compuso canciones para otros artistas como Kiuldret ―una cantante de Sony/BMG―. Marger grabó un proyecto de pop latino con el productor colombiano Germán Ortiz. También ha trabajado con productores como Iker Gastaminza (que realizó el álbum Fijación oral de Shakira), Humberto Humby Viana (productor de Daddy Yankee), Juan Carlos Rodríguez y Fernando Rojo.
En 2011 Marger obtuvo el lugar número uno en las tablas de ventas en Venezuela, con su sencillo «Cómo te atreves», de su álbum Cómo te digo.
En el 2011 la cantante y actriz venezolana celebra el lanzamiento del sencillo «Tengo que decirte», tema inédito grabado y producido en México por el productor Orlando Rodríguez. El video fue grabado en Miami en distintos escenarios, bajo la dirección de Carlos Croce y en donde participa el actor venezolano Markel Berto; la proyección fue estrenada en el programa Notimujer (de CNN) y en Aol.com.
Entre septiembre de 2012 y enero de 2013 compuso canciones ―como «La estrella soy yo» y «Química perfecta»― para el canal infantil miamense Nickelodeon.
Escribió y desde marzo de 2012 realizó el espectáculo Homenaje a las Divas del Soul.